# Akiko Suzuki
Akiko Suzuki (鈴木 明子, Suzuki Akiko), née le 28 mars 1985 à Toyohashi, est une patineuse artistique japonaise. Elle est deux fois médaillée d'argent aux Championnats des quatre continents en 2010 et 2013. Aux Championnats du monde 2012, elle remporte la médaille de bronze. Elle a également participé à deux éditions des Jeux olympiques, en 2010 à Vancouver et en 2014 à Sotchi, se classant à chaque fois huitième. En Grand Prix, elle s'est imposée à deux reprises et compte trois podiums lors des Finales. Championne du Japon lors de la saison 2013-2014, elle prend sa retraite sportive à l'issue de celle-ci.

## Programmes
| Saison    | Programme court                                                                                            | Programme libre | Programme d'exhibition |
| --------- | --- | --- | --- |

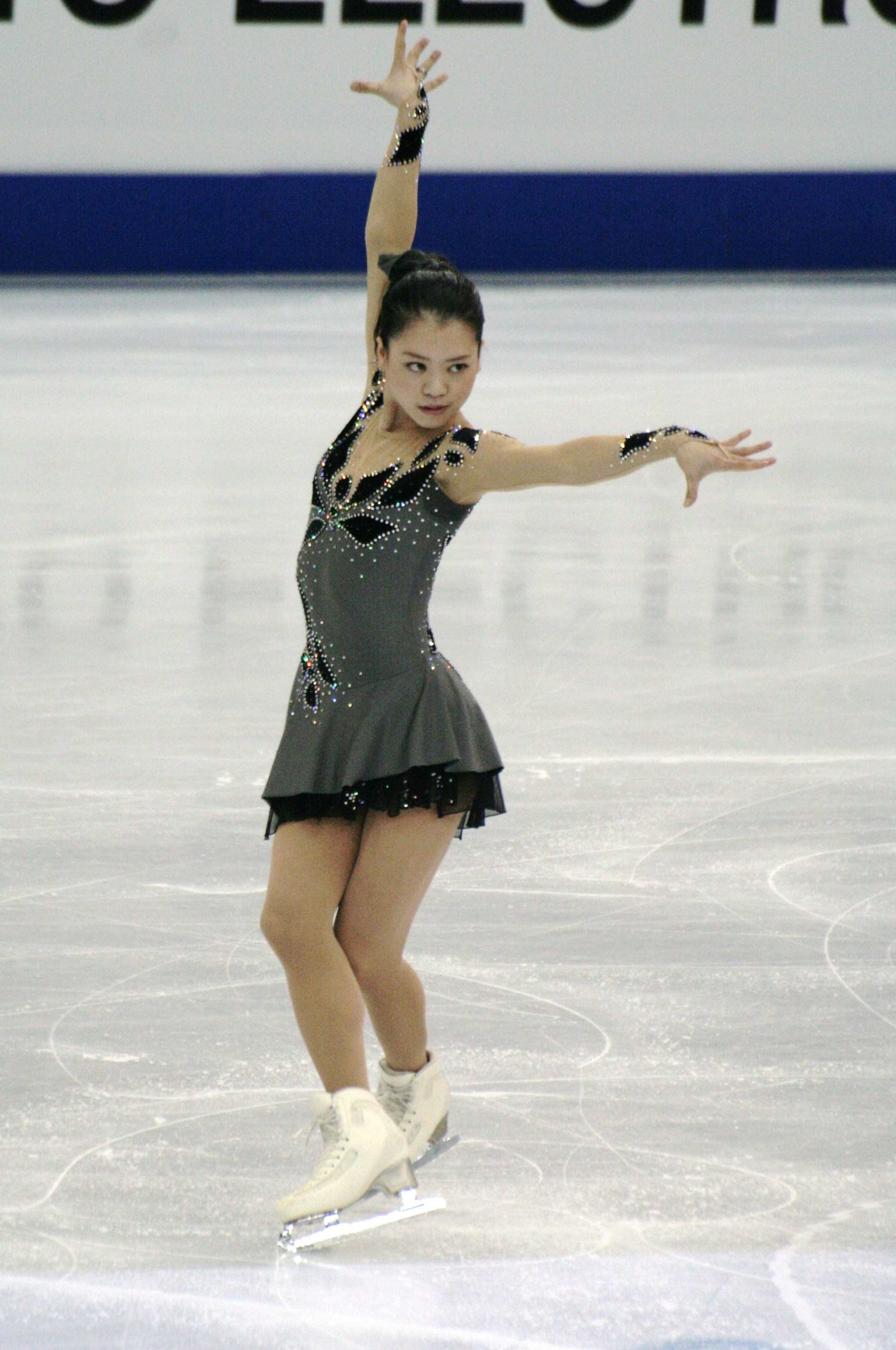
Akiko aux Championnats du monde 2012

| 2013–2014 | - Hymne à l'amour par Marguerite Monnot chorégraphie par Massimo Scali                                     | - The Phantom of the Opera par Andrew Lloyd Webber chorégraphie par Pasquale Camerlengo                              | - Ladies in Lavender chorégraphie par Kenji Miyamoto - Love Dance (du Cirque du Soleil) par René Dupéré |
| 2012–2013 | - Kill Bill chorégraphie par Anzhelika Krylova                                                             | - O (du Cirque du Soleil) par Benoît Jutras chorégraphie par Pasquale Camerlengo                                     | - Les parapluies de Cherbourg par Michel Legrand chorégraphie par Massimo Scali |
| 2011–2012 | - Hungarian Rhapsody par Franz Liszt chorégraphie par Anzhelika Krylova                                    | - Die Fledermaus par Johann Strauss II chorégraphie par Pasquale Camerlengo                                          | - Ladies in Lavender chorégraphie par Kenji Miyamoto - You Haven't Seen the Last of Me par Cher - Show Me How You Burlesque par Christina Aguilera chorégraphie par Anzhelika Krylova                                |
| 2010–2011 | - Tango Jalousie par Jacob Gade chorégraphie par Kenji Miyamoto                                            | - Fiddler on the Roof par Jerry Bock chorégraphie par Pasquale Camerlengo                                            | - Bellezza par Wibi Soerjadi chorégraphie par Akiko Suzuki - Ice Queen par Paul Dinletir - Prophecy par Harem chorégraphie par Miki Sakagami et JANSU - Tennessee Waltz par Patti Page chorégraphie par Akiko Suzuki |
| 2009–2010 | - Andalucia par Bill Whelan - Fire Dance par Bill Whelan (dans Riverdance) chorégraphie par Kenji Miyamoto | - West Side Story par Leonard Bernstein chorégraphie par Shae-Lynn Bourne                                            | - Caribe par Michel Camilo chorégraphie par Kenji Miyamoto |
| 2008–2009 | - La Campanella par Franz Liszt chorégraphie par Kenji Miyamoto                                            | - Dark Eyes par Francis Lai chorégraphie par Yuko Hongo, Noriko Sato                                                 | - Libertango by Astor Piazzolla chorégraphie par Kenji Miyamoto |
| 2007–2008 | - Firedance (dans Riverdance) par Bill Whelan chorégraphie par Nanami Abe                                  | - Titanic par James Horner chorégraphie par Nanami Abe                                                               | - Titanic par James Horner - Nocturne par Secret Garden |
| 2006–2007 | - Firedance (dans Riverdance) par Bill Whelan chorégraphie par Nanami Abe                                  | - Sonate au clair de lune par Ludwig van Beethoven                                                                   | - It's A Beautiful Day par Sarah Brightman - Nocturne par Secret Garden |
| 2005–2006 | - Bolero Fantasy par The Planets                                                                           | - Sonate au clair de lune par Ludwig van Beethoven                                                                   | |
| 2004–2005 | - Bolero Fantasy par The Planets                                                                           | - Salome par Richard Strauss                                                                                         | |
| 2003–2004 | - Bolero Fantasy par The Planets                                                                           | - The Red Violin dans Rodorigo                                                                                       | |
| 2002–2003 | - Introduction et Rondo capriccioso par Camille Saint-Saëns                                                | - The Red Violin dans Rodorigo                                                                                       | |
| 2001–2002 | - Piano Concerto nº1 in E minor, op.11 par Frédéric Chopin                                                 | - Romeo and Juliet composé par Nino Rota, William Walton, Sergei Prokofiev Par The Royal Scottish National Orchestra | |
| 2000–2001 | - Canciones Populares Españolas par Manuel de Falla                                                        | - Concierto de Aranjuez par Joaquín Rodrigo                                                                          | |

## Palmarès

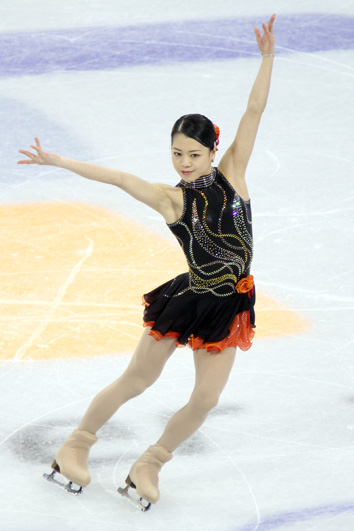
Akiko Suzuki aux Jeux olympiques de 2010

| Compétition                   | 2001    | 2002    | 2003    | 2004    | 2005    | 2006    | 2007    | 2008    | 2009    | 2010    | 2011    | 2012    | 2013    | 2014    |
| Jeux olympiques d'hiver       |         |         |         |         |         |         |         |         |         | 8e      |         |         |         | 8e      |
| Championnats du monde         |         |         |         |         |         |         |         |         |         | 11e     |         | 3e      | 12e     | 6e      |
| Quatre continents             |         | 8e      |         |         |         |         |         |         | 8e      | 2e      | 7e      |         | 2e      |         |
| Championnats du Japon         | 4e      | 4e      | 9e      | F       | 12e     | 12e     | 10e     | 5e      | 4e      | 2e      | 4e      | 2e      | 4e      | 1re     |
| Championnats du monde juniors | 7e      |         |         |         |         |         |         |         |         |         |         |         |         |         |
|                               |         |         |         |         |         |         |         |         |         |         |         |         |         |         |
| Grand Prix ISU                | 2000/01 | 2001/02 | 2002/03 | 2003/04 | 2004/05 | 2005/06 | 2006/07 | 2007/08 | 2008/09 | 2009/10 | 2010/11 | 2011/12 | 2012/13 | 2013/14 |
| Finale du Grand Prix          |         |         |         |         |         |         |         |         |         | 3e      | 4e      | 2e      | 3e      |         |
| Skate Canada                  |         |         |         |         |         |         |         |         |         | 5e      |         | 2e      | 2e      | 2e      |
| Coupe de Chine                |         |         |         |         |         |         |         |         |         | 1re     | 2e      |         |         |         |
| Coupe de Russie               |         |         |         |         |         |         |         |         |         |         | 2e      |         |         |         |
| Trophée NHK                   |         |         |         |         |         |         |         |         | 2e      |         |         | 1re     | 2e      | 3e      |
| Légende : F= Forfait          |         |         |         |         |         |         |         |         |         |         |         |         |         |         |